# Yowamushi Pedal
Yowamushi Pedal (弱虫ペダル Yowamushi Pedaru) là bộ Manga Nhật Bản được viết và minh họa bởi Wataru Watanabe. Nó bắt đầu được ấn bản trên Weekly Shōnen Champion thứ 12 của Akita Shoten năm 2008, và đến ngày 8/6/2017, đã xuất bản 51 tập. Vào ngày 7/10/2013 bản chuyển thể sang Anime được công chiếu và có 2 season được Discotek Media cấp phép tại Bắc Mỹ. Ngoài ra, một phiên bản phim truyền hình live-action cũng được công chiếu vào tháng 8 năm 2016. Phiên bản anime season 3 được phát sóng từ 10/01/2017 đến 26/06/2017

## Nội dung:
Sakamichi Onoda là một otaku vừa mới vào Cao Trung. Ở trung học, Onoda không có bất kỳ người bạn nào cùng sở thích của mình và hy vọng sẽ thay đổi điều đó bằng cách gia nhập CLB anime ở Cao Trung. Tuy nhiên, cậu ta khá bất ngờ khi phát hiện ra CLB anime đã bị tan rã do thiếu chú ý, và để lập lại CLB, cần phải có hơn 4 thành viên mới tham gia.
Từ khi còn là một cậu bé, Onoda đã cưỡi xe đạp trong thành phố của mình (được gọi là "Xe cà tàng - Mommy Bike" trong anime) - một chiếc xe đơn giản và cồng kềnh được thiết kế cho những chuyến đi ngắn. Một năm nhất, tay đua chuyên nghiệp tên là Shunsuke Imaizumi nhận thấy Onoda đang cưỡi chiếc xe cà tàng của mình và nhạo báng cậu ta cho đến khi Imaizumi nhìn thấy Onoda đang leo lên một ngọn đồi dốc mà không chút nỗ lực. Một nhân vật khác, tên là Naruko đến chơi Akihabara để mua được một số mô hình Gundam nhựa cho các em trai của mình và gặp Onoda, và đã thu hút bởi kỹ năng đi xe đạp của Onoda. Sau đó, cả Naruko và Imaizumi cố gắng thuyết phục Onoda tham gia câu lạc bộ đua xe đạp ở Cao Trung Sohoku.

## Sản xuất:

### Manga
Vào ngày 8 tháng 8 năm 2013 một phiên bản giới hạn của bộ phim thứ 29 của Yowamushi Pedal đã được phát hành với một anime DVD kèm theo bởi Osamu Nabeshime và do TMS Entertainment sản xuất.

### Anime
TMS Entertainment lần đầu tiên phát sóng bộ Anime vào ngày 7 tháng 10 năm 2013 trên TV Tokyo. Season thứ hai, Yowamushi Pedal: Grande Road, đã bắt đầu phát sóng vào ngày 6 tháng 10 năm 2014 tại Nhật Bản. Bộ phim hiện đang có ba Movie Yowamushi Pedal Re: RIDE, Yowamushi Pedal: Re: ROAD, và Yowamushi Pedal: The Movie (劇場版 弱 虫 ペ ダ ル, Gekijōban Yowamushi Pedaru?), Được phát hành vào ngày 28 tháng 8 năm 2015. Season thứ ba, có tiêu đề Yowamushi Pedal: New Generation, được công bố vào ngày 6 tháng 10 năm 2015 và Yowamushi Pedal: The Movie, được công chiếu vào ngày 10 tháng 1 năm 2017. Anime được chuyển thể từ bộ phim Yowamushi Pedal: Spare Bike được chiếu ở các rạp ở Nhật trong 2 tuần, bắt đầu từ 9 tháng 9 năm 2016.
Tại Bắc Mỹ, Discotek Media đã cấp phép hai mùa giải đầu tiên của loạt phim trong khu vực, và Crunchyroll đã mô phỏng chuỗi phim trên dịch vụ của họ. Crunchyroll cũng là người được cấp phép tiếng Anh bậc thầy của bộ phim thứ ba của series trên toàn thế giới. Tại Úc và New Zealand, Madman Entertainment mua lại các phương tiện truyền thông gia đình và phát sóng các quyền cho bộ phim, và chiếu các bộ phim trên AnimeLab.

#### Ca khúc chủ đề

##### Nhạc mở đầu
- "Reclimb" (リクライム Rikuraimu) trình bày ROOKiEZ is PUNK'D - Season 1 tập 1-12
- "Yowamushi na Honoo" (弱虫な炎) trình bày DIRTY OLD MEN - Season 1 tập 13 - 25
- "Be as One" trình bày Team Sohoku - Season 1 tập 26 - 38
- "Determination" trình bày LASTGASP - GRANDE ROAD, Season 2 tập 1 - 12
- "Remind" (リマインド Rimaindo) by ROOKiEZ is PUNK'D - GRANDE ROAD, Season 2 tập 13 - 24